# Team Stölting/Saison 2015
Diese Liste beschreibt die Mannschaft und die Erfolge des Radsportteams Team Stölting in der Saison 2015.

## Erfolge in der UCI Europe Tour
| Datum     | Rennen                     | Kat. | Sieger         |
| --------- | -------------------------- | ---- | -------------- |
| 18. Juli  | Giro della Valle d’Aosta   | 2.2U | Lennard Kämna  |
| 4. August | Prolog Ungarn-Rundfahrt    | 2.2  | Manuel Porzner |
| 7. August | 3. Etappe Ungarn-Rundfahrt | 2.2  | Manuel Porzner |

## Wichtige Erfolge in Rennen nationaler Kalender
| Datum    | Rennen                                          | Kat. | Sieger        |
| -------- | ----------------------------------------------- | ---- | ------------- |
| 26. Juni | Deutsche Meisterschaft – Einzelzeitfahren (U23) | CN   | Lennard Kämna |
| 28. Juni | Bulgarische Meisterschaft – Straßenrennen (U23) | CN   | Nako Georgiev |
| 5. Juli  | Deutsche Meisterschaft – Straßenrennen (U23)    | CN   | Nils Politt   |

## Abgänge – Zugänge
| Zugänge         | Team 2014 | Abgänge             | Team 2015                |
| --------------- | --------- | ------------------- | ------------------------ |
| Moritz Backofen | Neoprofi  | Phil Bauhaus        | Bora-Argon 18            |
| James Early     | Neoprofi  | Christian Mager     | Cult Energy Pro Cycling  |
| Lennard Kämna   | Neoprofi  | Jan Dieteren        | Leopard Development Team |
| Manuel Porzner  | Neoprofi  | Lucas Liß           | rad-net Rose Team        |
| Ole Quast       | Neoprofi  | Frederik Dombrowski | Team Kuota-Lotto         |
| Sven Reutter    | Neoprofi  | Max Walscheid       | Team Kuota-Lotto         |
| Jonas Tenbrock  | Neoprofi  | Tim Gebauer         | Team Stuttgart           |
| Til Schuster    | Neoprofi  | Mirco Saggiorato    | Karriereende             |
|                 |           | Yuriy Vasyliv       | Karriereende             |

## Mannschaft

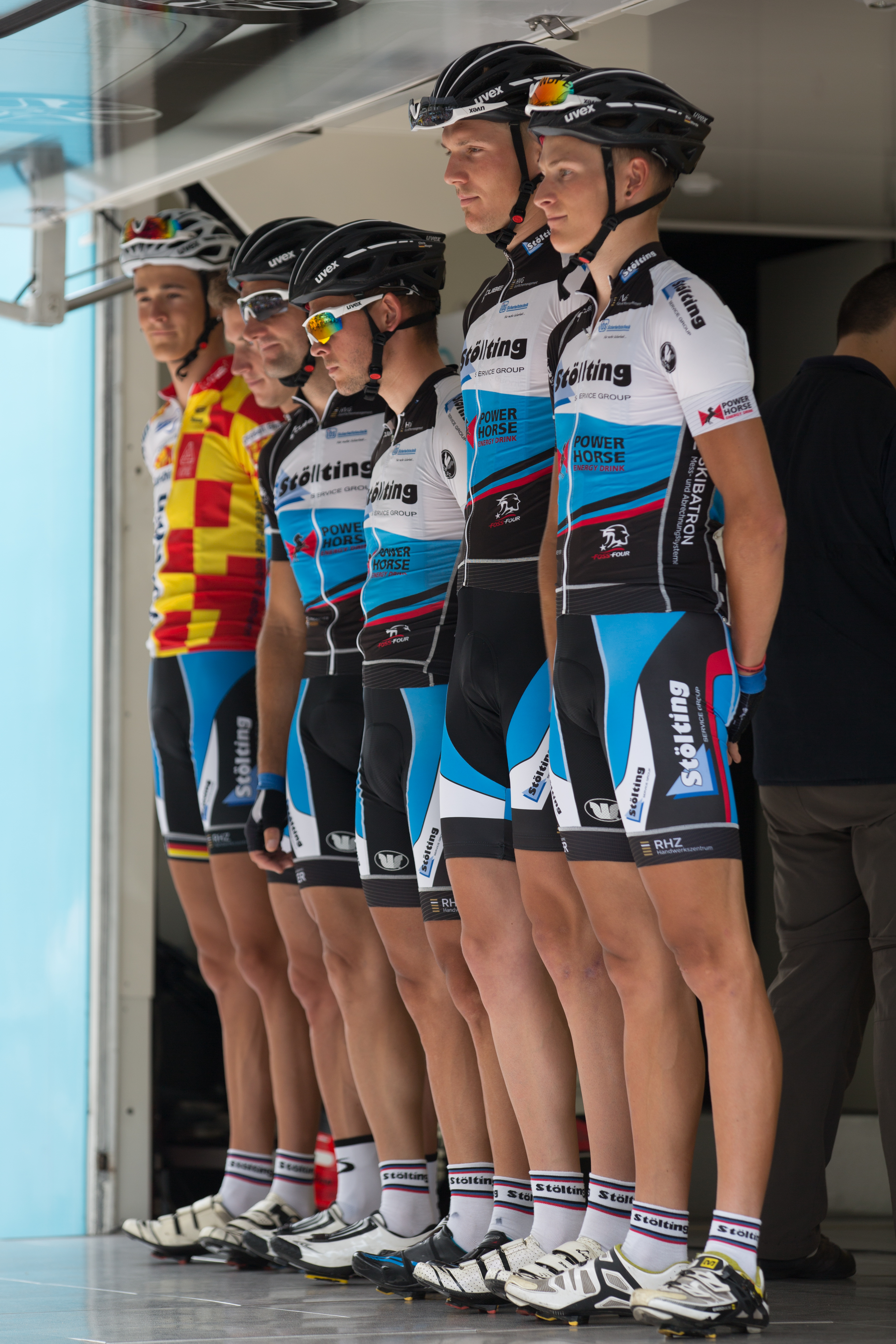
Mannschaft Stölting bei der Tour Alsace 2013 in Straßburg.

| Name             | Geburtstag         | Nationalität |
| ---------------- | ------------------ | ------------ |
| Moritz Backofen  | 21. März 1995      | Deutschland  |
| James Early      | 5. Oktober 1985    | Neuseeland   |
| Arne Egner       | 14. März 1994      | Deutschland  |
| Nako Georgiev    | 19. Mai 1995       | Bulgarien    |
| Silvio Herklotz  | 6. Mai 1994        | Deutschland  |
| Lennard Kämna    | 9. September 1996  | Deutschland  |
| Thomas Koep      | 15. September 1990 | Deutschland  |
| Jan Oelerich     | 30. März 1988      | Deutschland  |
| Nils Politt      | 6. März 1994       | Deutschland  |
| Manuel Porzner   | 25. Februar 1996   | Deutschland  |
| Ole Quast        | 9. Oktober 1989    | Deutschland  |
| Sven Reutter     | 13. August 1996    | Deutschland  |
| Til Schuster     | 12. Oktober 1996   | Deutschland  |
| Jonas Tenbrock   | 16. Dezember 1995  | Deutschland  |
| Maximilian Werda | 5. Oktober 1991    | Deutschland  |